# Hans Eder (Maler)
Hans Eder (* 19. April 1883 in Kronstadt; † 5. November 1955 ebenda) war ein rumänischer Maler.

## Leben
Eder wurde im siebenbürgischen Kronstadt, heute Brașov in Rumänien, als Sohn eines Bankdirektors geboren. Er begann früh mit dem Zeichnen, hatte an seiner Schule Unterricht bei dem Maler Ernst Kühlbrandt und besuchte auch die Ateliers von Arthur Coulin und Friedrich Miess.
Nach dem Abitur am evangelischen Gymnasium seines Heimatortes leistete er seinen Wehrdienst und studierte dann von 1903 bis 1906 an der privaten „Schule für zeichnende Künste und Malerei“ von Moritz Heymann. Im Jahr 1906 schrieb er sich dann an der Münchner Kunstakademie ein und studierte dort bei Hugo von Habermann. Nach dem Studium ging er 1908 nach Paris, wo er an der Académie de La Palette studierte. In den Jahren 1910/11 lebte Eder in Brügge, im Jahr 19012 in Istanbul und ließ sich im Anschluss in München nieder, wo er ein eigenes Atelier einrichtete.
Auch in München bildete sich Eder stets weiter, so besuchte er in den Jahren 1912/13 die Malschule von Felix Albrecht Harta. Seine erste Gruppenausstellung hatte er bereits 1910 in der Münchner Galerie Heinemann, im Jahr 1914 waren seine Werke bei einer Ausstellung der Münchner Sezession zu sehen. Seien malerische Karriere wurde dann durch den Ersten Weltkrieg unterbrochen. Von 1914 bis 1916 musste er an der Front in Russland kämpfen, war dann Militärmaler.
Im Jahr 1919 zog er nach Salzburg, wo ihn die dortige Akademie im folgenden Jahr zum Professor berief. Nach drei Jahren kehrte er nach München zurück, kehrte aber 1923 in seine Heimatstadt Kronstadt zurück und lebte von 1935 bis 1937 in Bukarest. Zwischen 1932 und 1935 reiste er immer wieder nach Südfrankreich und an die südliche Schwarzmeerküste.
Seine letzten Lebensjahre verbrachte er in seiner Heimatstadt Kronstadt, wo er 1955 starb.

## Werk
Eders Werk ist von einer lebendigen Farbigkeit geprägt. Sein Frühwerk ist von James Ensor und Emil Nolde beeinflusst, nach dem Ersten Weltkrieg wurde sein Werk zunehmend expressiver. Eder galt als herausragender Porträtmaler. Seine Porträts von Künstlern zeichnen sich durch psychologische Tiefe und eine anspruchsvolle Darstellung der Hände aus.

## Ausstellungen
- 1910: Galerie Heinemann, München
- 1912: Galerie Heinemann, München
- 1913: Münchener Neue Secession, München
- 1918: Nemzeti Szalon, Budapest
- 1922: Galerie Würthle, Wien
- 1923: Internationale Kunst-Ausstellung, Düsseldorf
- 1924: Sala Sindicatelor Artelor Frumoase, Bukarest
- 1938: Salonul oficial, Bukarest
- 1956: Retrospektive în Braşov
- 1972: Retrospektive im Muzeul de Artă, Cluj
- 1974: Zentrum für Kunstausstellungen der DDR, Berlin
- 2008: Hans Eder, Muzeul de Artă Braşov